# Ahmed Oudjani
Ahmed Oudjani   (Skikda, 19 de març de 1937 - Lilla, 14 de gener de 1998) fou un futbolista algerià de la dècada de 1960.
Fou internacional amb la selecció d'Algèria.
Pel que fa a clubs, destacà a RC Lens.